# Friedrich Staps
Friedrich Staps, ook geschreven als Stapß (Naumburg, 14 maart 1792 – Wenen, 17 oktober 1809), was een jonge Duitser die Napoleon Bonaparte probeerde te vermoorden.

## Biografie
Friedrich Staps was een domineeszoon. Op 12 oktober 1809, tijdens de onderhandelingen voor het Vrede van Schönbrunn, probeerde hij Napoleon te benaderen tijdens een militaire parade bij Schönbrunn. Generaal Jean Rapp kreeg hem in de gaten en gaf een gendarme de opdracht de jongen te arresteren. In zijn hand bleek hij een keukenmes te hebben waarmee Staps Napoleon had willen vermoorden.
Tijdens zijn verhoor gaf de jongen te kennen dat hij alleen met de keizer wilde praten en Napoleon raakte hierdoor geïntrigeerd. Staps verklaarde tegen Napoleon dat hij hem had willen vermoorden vanwege al het kwaad dat hij Duitsland had aangedaan. Dit stuitte op onbegrip bij Napoleon die daarop dacht dat de jongen geestesziek was en hij liet hem onderzoeken door zijn arts Jean-Nicholas Corvisart. Deze onderzocht de jongen en verklaarde dat Staps volledig bij zinnen was.
Napoleon verklaarde vervolgens aan Staps dat hij hem zou vergeven en vrijlaten als hij zijn excuses aanbood. Hierop antwoordde Staps dat dat alleen maar een vergissing zou zijn omdat hij het dan opnieuw zou proberen. Napoleon besloot ten slotte om hem te laten fusilleren.